# Nanase Kiryu
Nanase Kiryu (木龍 七瀬, Kiryū Nanase, Kanagawa, 31 oktober 1989) is een Japans voetbalster die als aanvaller speelt bij Okayama Yunogo Belle.

## Carrière

### Clubcarrière
Kiryu begon haar carrière in 2007 bij Nippon TV Beleza. In zeven jaar speelde zij er 94 competitiewedstrijden. Met deze club werd zij in 2007, 2008 en 2010 kampioen van Japan. Ze tekende in 2014 bij Sky Blue FC. Daarna speelde zij bij Sky Blue FC (2014), Nippon TV Beleza (2014–2015) en Guangdong Haiyin (2016). Ze tekende in 2017 bij Okayama Yunogo Belle.

### Interlandcarrière
Kiryu maakte op 13 januari 2010 haar debuut in het Japans vrouwenvoetbalelftal tijdens een wedstrijd tegen Denemarken. Zij nam met het Japans elftal deel aan het Aziatisch kampioenschap 2014 en de Aziatische Spelen 2014. Japan behaalde goud op het Aziatisch kampioenschap en zilver op de Aziatische Spelen. Ze heeft 16 interlands voor het Japanse elftal gespeeld en scoorde daarin drie keer.

## Statistieken
| Japans vrouwenvoetbalelftal | Japans vrouwenvoetbalelftal | Japans vrouwenvoetbalelftal |
| Jaar                        | Wed.                        | Dlp.                        |
| --------------------------- | --------------------------- | --------------------------- |
| 2010                        | 3                           | 0                           |
| 2011                        | 0                           | 0                           |
| 2012                        | 2                           | 0                           |
| 2013                        | 1                           | 0                           |
| 2014                        | 10                          | 3                           |
| Totaal                      | 16                          | 3                           |